# Luis Radford
Luis Radford est un professeur à l'École des sciences de l'éducation à l'Université Laurentienne en Ontario, au Canada.
Ses intérêts de recherche couvrent à la fois les aspects théoriques et pratiques de la pensée, de l'enseignement et de l'apprentissage des mathématiques. 